# يوهان فيليب فاغنر
يوهان فيليب فاغنر (بالألمانية: Johann Philipp Wagner)‏ هو فيزيائي ألماني، ولد في 24 يناير 1799 في Fischbach (Bad Schwalbach) ‏ في ألمانيا، وتوفي في 8 يناير 1879.